# Фландеризация

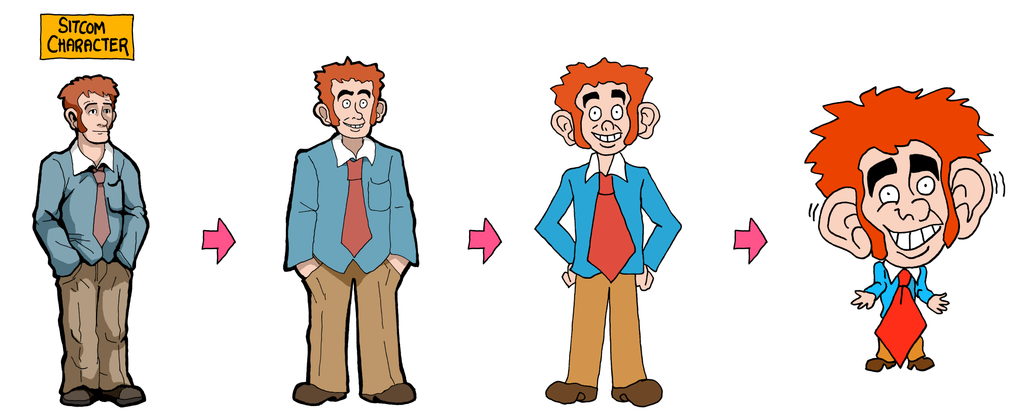
Визуализация «фландеризации». Со временем некоторые черты персонажа преувеличиваются, в то время как детали теряются до такой степени, что персонаж становится карикатурой на первоначального себя

Фландеризация (англ. Flanderization) — процесс, характеризуемый тем, что в ходе сериала отличительные черты персонажа гиперболизируется до такой степени, что персонаж становится похожим на карикатуру на самого себя. Термин был введён вики-проектом TV Tropes в отношении Неда Фландерса из «Симпсонов», который из милого и верующего соседа стал карикатурным религиозным фанатиком. Фландеризация изучалась как аспект сериалов, особенно телевизионных комедий, который показывает упадок произведения.

## Примеры
Фландеризация — распространённый феномен в сериалах. В первоначальном контексте «Симпсонов» речь шла про Неда Фландерса, но под этот термин подпадали и другие персонажи: Лиза Симпсон обсуждалась как классический пример этого феномена и даже как более фландеризированная, чем сам Фландерс. Конкретный случай с Недом Фландерсом обсуждался как признак общего упадка «Симпсонов», некогда одного из самых популярных ситкомов в истории телевидения.
Другие произведения тоже подвергались критике за фландеризацию. Некоторые персонажи американской версии сериала «Офис», такие как Дуайт Шрут и Кевин Мелон, были отнесены к этому термину. «Гриффины» также были отмечены как яркий пример, особенно персонажи Брайан и Питер Гриффины. В качестве примеров фландеризации также отмечаются «Губка Боб Квадратные Штаны», «Кремниевая долина» и «Драгон Болл Супер».
Хотя фландеризация в основном проявляется к телевидению, в нетелевизионных произведениях персонажи также могут проявлять этот процесс. Многие персонажи фильма были описаны как фландеризированные в сиквеле или перезапуске по сравнению с их оригинальным изображением. Фландеризация в кино особенно распространена в фильмах ужасов, особенно в слэшерах.
Фландеризация также обсуждалась в контексте явлений реального мира, таких как субкультуры, которые фландеризировались в более простые и доступные формы; одним из примеров этого является стереотип битников поколения битников. Другим примером фландеризации в реальном мире является тенденция музыкантов, особенно тех, кто связан с социальными сетями, такими как TikTok и SoundCloud, упрощать свои музыкальные образы после достижения некоторого коммерческого успеха. В число музыкантов, которых обвиняли во фландеризации, входят Lil Pump, Lil Yachty и Flo Milli.